# Sadr
Sadr (nota anche come Sadir o Sador; γ Cygni/γ Cyg) è la seconda stella più brillante della costellazione del Cigno, dopo Deneb (α Cyg). Situata al centro dell'asterismo noto come Croce del Nord, possiede una magnitudine apparente di +2,23. Il suo nome deriva dall'arabo صدر şadr, "busto", da cui deriva anche il nome della stella Shedir (α Cassiopeiae). Dista dal sistema solare quasi 1800 anni luce.

## Osservazione

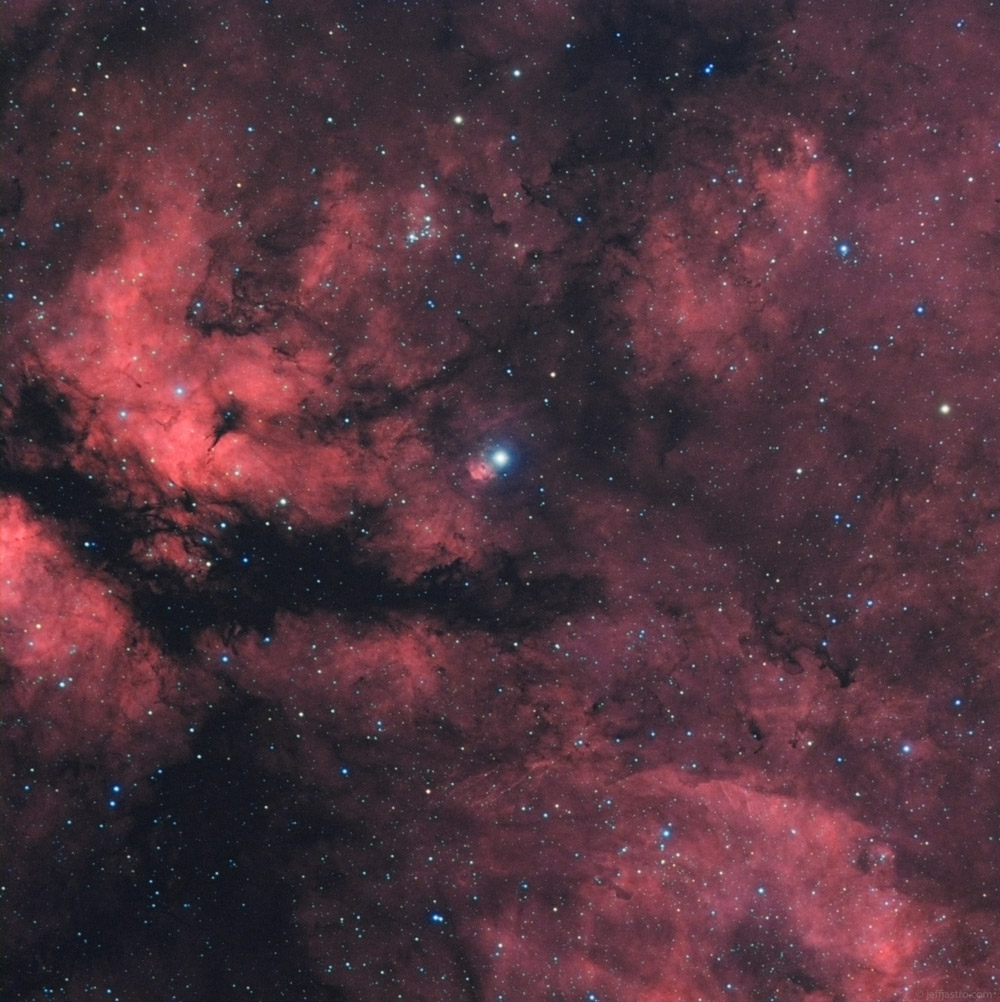
Sadr è la stella più luminosa nella foto; si trova in primo piano rispetto alla nebulosa IC 1318 che apparentemente la circonda

Situata visivamente in una complessa regione della Via Lattea, Sadr appare circondata dalla nebulosa a emissione diffusa IC 1318, illuminata da calde stelle nane blu di recente formazione; Sadr tuttavia non fa parte del complesso nebuloso, poiché si trova a una distanza intermedia rispetto a quella della nebulosa ed appare dunque in primo piano rispetto ad essa. L'ammasso aperto NGC 6910, che appare nel medesimo campo visivo, è situato a una distanza ancora superiore rispetto alla nebulosa e alla stella.
Avendo una declinazione di +40°, la sua osservazione è favorita dall'emisfero boreale, da dove è visibile da maggio fino a dicembre. Più penalizzati sono gli osservatori posti nell'emisfero australe: la stella non sorge mai nelle latitudini a sud del 40º parallelo di questo emisfero. Avendo una magnitudine di +2,23 è facilmente individuabile anche dai centri urbani moderatamente affetti da inquinamento luminoso.

## Caratteristiche
Sadr è una stella supergigante gialla di classe spettrale F8 Ib (temperatura superficiale 6100 K), con una luminosità 33.000 volte quella del Sole ed una massa pari a 12 masse solari, motivo per il quale si ritiene che la stella esploderà in supernova (forse di tipo II) al termine della propria esistenza. Sul diagramma Hertzsprung-Russell, Sadr si trova nella striscia di instabilità, la regione a cui appartengono le stelle pulsanti, soggette a variazioni nella luminosità; sebbene non manifesti delle forti variazioni tra un massimo e un minimo della luminosità, Sadr è comunque una stella variabile, che fluttua di luminosità in un periodo irregolare che si aggira sui 74 giorni.